# Ибн Асвад
Хашхаш ибн Саид ибн Асвад (араб. خَشْخَاش ٱبْن سَعِيد ٱبْن أَسْوَد‎; Печина, Андалусия) — мавританский мореплаватель и адмирал IX века.
В 859 году вёл омейядский флот против находившихся в Севильи норманнов. Флот Ибн Асвада заблокировал норманнов в Гвадалквивире, из-за чего норманнам до 862 года пришлось грабить в Средиземном море.
Персидский историк аль-Масуди утверждал, что в 889 году Ибн Асвад отправился из Палоса, пересёк Атлантику и достиг берегов новой земли (по мнению Алоиса Шпренгера, Америки). В том же году он вернулся с большими ценностями. Историчность этого известия, впрочем, является спорной.